# Corn et Peg
 (août 2021).
Corn et Peg (graphié Corn & Peg) est une série télévisée d'animation canadienne en quarante épisodes de 22 minutes (divisés en segments de 11 minutes) diffusée depuis le 22 février 2019 (avant-première numérique) / 4 mars 2019 (première mondiale) et le 8 octobre 2020 sur Nickelodeon et Treehouse TV.
En France, la série a été diffusée pour la première fois sur Nickelodeon Junior le 11 janvier 2019. Elle est également disponible sur le service de streaming Okoo.

## Synopsis
Corn & Peg suit les aventures de deux amis inséparables : une licorne bleue appelée Corn et une Pégase rose nomée Peg. Camarades de classe et fans de leur super-héros et idole, Capitaine Tonnerre, ces meilleurs amis vivent au sein de la petite ville de Fier Sabot et essayent chaque jour de faire le bien autour d’eux, en aidant leurs proches à mieux vivre dans la communauté.

## Titres internationaux
- Anglais : Corn & Peg
- Espagnol : Corn y Peg
- Portugais : Corn e Peg

## Distribution
- Fanny Bloc : Corn
- Jessica Barrier : Peg
- Audrey Sourdive : Capitaine Tonnerre
- Jean-Michel Vaubien : Coach Percheron, Prancelot
- Leslie Lipkins : Clarissa
- Olivier Benard : Maire Montaigu, un membre des Backsteed Boys
- Fred Colas : Shérif Pursan
- Élodie Menant : Ferrand
- Ariane Aggiage
- Charlotte Bizjak
- Cerise Calixte
- Zina Khakhoulia
- Marion Koen
- Bruno Magne
- Alexandre Nguyen
- Coco Noël
- Joséphine Ropion
- Julie Turin
- Brigitte Virtudes
- Isabelle Volpé
- Arthur Pestel
- Déborah Godefroy
- Maurine Li Manni
- Julien Mior
- Zouheir Zerhouni

 Source et légende : version française (VF) sur RS Doublage
- Version française
  - Société de doublage : Lylo
  - Direction artistique : Charlyne Pestel
  - Adaptation des dialogues : Lisa Rosier-Gordon

## Épisodes

### Première saison (2019)
1. Le nœud d'abondance / Monsieur Rebond
2. Une situation compliquée / La cueillette des pommes
3. Le club carotte / Vive le maire
4. Tempête de neige / La veste de Clarissa
5. La grande course du Jour de la Terre / Couvertures pour chevaux
6. Le stand de jus d'orge / Talents cachés
7. Une carotte dans la ville / Le jour de la course
8. Shérifs adjoints / Le tourbillon des champions
9. La grange hantée / Les Centaures
10. Peg à la caserne / Poneysitters
11. Tempête de bulles / La bande dessinée de Ferdi
12. La galogrippe / Coupure de courant
13. Le nouveau train de Fiersabot / Des chaussures trop petites
14. Leçon de vol / La promenade des animaux
15. Le banc de l'amitié / Du foin ou rien
16. Petit problème au défilé / Le stand des petits justiciers
17. Le ski de l'extrême / L'étalon des mers
18. Les Backstrott' Boys / Trotteball
19. Le nouveau style de Clarissa / Le pavillon du club carotte
20. Pour une bonne cause / Objectif lune

### Deuxième saison (2020)
1. Le sauvetage du petit dinosaure / La légende de Grand-Pied
2. Des bonbons ou un couinement / Maires d'un jour
3. La fête de l'amitié / Le canyon des cowboys
4. Perdu et givré / Une aventure œuf-orique
5. Journée ensablée / Bienvenue à la petite Marissa
6. Le fantôme galopant / Le trésor de sabot bleu
7. Trottons ensemble / Le service d'assistance des petits justiciers
8. Attrapez le robot / Tendance rayure
9. Le foyer idéal / Téléphones en panne
10. Sabot de grâce / Attrapez la carotte
11. Sabots brûlants / La fête du maïs
12. En selle, compagnons ! Partie 1 / En selle, compagnons ! Partie 2
13. Fous de BD / Insigne de reconnaissance
14. Un match qui tombe à l'eau / La comédie musicale de Mademoiselle Sassy
15. À fond les pédales / Super petit justicier
16. Joy-hue Noël / Service de déneigement
17. Hôtel nostalgie / Le camp des trotteurs de l'aventure
18. Motteur, action, ça trotte ! / Chevaliers bondissants
19. Le mystère de la B.D. / L'anniversaire du centaure
20. Corn le karatéka / Ensemble de loin